# Чарторыйский, Михаил Александрович
Князь Михаил Александрович Чарторыйский (пол. Michał Aleksandrowicz Czartoryski) (1550—1582) — государственный деятель Речи Посполитой, староста житомирский (1574—1582).

## Биография
Представитель знатного литовского княжеского рода Чарторыйских герба «Погоня». Гедиминович в VIII колене. Единственный сын князя Александра Федоровича Чарторыйского (1517—1571), воеводы волынского (1566—1571), и Магдалены (Йовановны) Бранкович (Деспотовны) (ум. 1575).
В 1571 году после смерти своего отца Михаил унаследовал его владения на Волыни. В 1574 году получил должность старосты житомирского.
Воевода волынский князь Богуш Фёдорович Корецкий передал своего младшего сына Иоахима под опеку князю Михаилу Чарторыйскому. В марте 1573 года Михаил Чарторыйский был избран послом от Волынского воеводства на элекционный сейм.
Находился в дружеских отношениях со знатным московским князем-перебежчиком Андреем Михайловичем Курбским, старостой кревским и державцем ковельским.
Духовное завещание князя Михаила Александровича Чарторыйского от 22 февраля 1582 года упоминается в документах, явленных во Владимирские городские книги князем Юрием Михайловичем Чарторыйским от 1 января 1605 года.

## Семья
После 1568 года женился на Софии Юрьевне Ходкевич (ум. после 1602), дочери каштеляна трокского Юрия (Ежи) Александровича Ходкевича (ум. 1569) и Евгении Ивановны Горностай (ум. 1557). Дети:
- Михаил Михайлович Чарторыйский (ум. ок. 1600)
- Ежи (Юрий) Михайлович Чарторыйский (ум. 1606), последний князь из старшей линии рода Чарторыйских
- Софья Михайловна Чарторыйская (ум. до 1605), жена хорунжего волынского Вацлава Боговитина Шумбарского

После смерти мужа Софья Юрьевна вторично вышла замуж за каштеляна каменецкого Рафаила Сенявского (ум. 1592).